# Andrakammarvalet i Sverige 1920
Andrakammarvalet i Sverige 1920 hölls den 28 september 1920. 

## Valkampanj
I maj 1919 hade riksdagen antagit en rösträttsreform som innefattade även kvinnlig rösträtt. Denna lagstiftning skulle bekräftas efter nästföljande riksdagsval som alltså skedde i september 1920 (till andra kammaren). Val till första kammaren ägde rum i juli 1919.
Sedan frågan om politisk demokrati blivit avgjord, kom valet 1920 att handla om socialism. Sedan en socialdemokratisk enpartiregering under ledning av Hjalmar Branting tillträtt i mars 1920, tillsattes tre utredningar om socialiseringar, industriell demokrati och trustkontroll. Regeringens initiativ kom att bli valets stora fråga. Medan vänstersocialisterna ville gå ännu längre och införa proletariatets diktatur, var Allmänna valmansförbundet, Liberala samlingspartiet och de båda bondepartierna mer skeptiska till socialiseringar.
Valet 1920 blev det sista i vilket enbart männen deltog, och det följdes av ett extraval, enbart ett år senare, i vilket såväl män som kvinnor röstade.

## Valresultat
För samtliga genom valet invalda riksdagsmän, se Lista över ledamöter av Sveriges riksdags andra kammare 1921.
| Parti                | Parti                                     | Partiledare                   | Röster           | Röster | Röster | Mandatfördelning | Mandatfördelning |
| Parti                | Parti                                     | Partiledare                   | Antal            | %      | +− %   | Antal            | +−               |
| -------------------- | ----------------------------------------- | ----------------------------- | ---------------- | ------ | ------ | ---------------- | ---------------- |
|                      | Sveriges socialdemokratiska arbetareparti | Hjalmar Branting              | 195 121          | 29,7   | −1,4   | 75               | −11              |
|                      | Allmänna valmansförbundet                 | Arvid Lindman                 | 183 019          | 27,8   | +3,2   | 71               | +12              |
|                      | Liberala samlingspartiet                  | Nils Edén                     | 143 355          | 21,8   | −5,8   | 47               | -15              |
|                      | Bondeförbundet                            | Johan Andersson i Raklösen    | 52 318           | 7,9    | +2,7   | 19               | +10              |
|                      | Sveriges socialdemokratiska vänsterparti  | Zeth Höglund                  | 42 056           | 6,4    | −1,7   | 7                | −4               |
|                      | Jordbrukarnas Riksförbund                 | Olof Olsson i Kullenbergstorp | 40 623           | 6,2    | +3,0   | 10               | +7               |
|                      | Övriga partier                            | —                             | 1 691            | 0,3    | —      | 1                | +1               |
| Antal giltiga röster | Antal giltiga röster                      | Antal giltiga röster          | 658 183          | 100,0  |        | 230              |                  |
| Ogiltiga röster      | Ogiltiga röster                           | Ogiltiga röster               | 2 011            |        |        |                  |                  |
| Totalt               | Totalt                                    | Totalt                        | 660 194 (55,3 %) |        |        |                  |                  |

Lejonparten av "övriga partier" (1520 röster) gick till den politiske vilden Carl Wahren, som tog mandat för Norrköpings och Linköpings valkrets.
Den genom Allmänna valmansförbundet invalde Samuel Hedlund betecknade sig inledningsvis som vilde.
Inför valet var 1 192 922 personer röstberättigade.

## Regeringsbildning
Med nästkommande val i antågande fick landshövding Louis De Geer i uppdrag att bilda en expeditionsregering. De Geer begärde dock avsked efter fyra månader, och regeringen De Geer ersattes av ännu en expeditionsregering, ledd av Oscar von Sydow. Regeringen von Sydow regerade i knappa åtta månader, fram till 1921 års andrakammarval.